# Taviano
Taviano là một đô thị và thị xã của Ý. Đô thị này thuộc tỉnh Lecce trong vùng Apulia. Taviano có diện tích 21,18 km2, dân số theo ước tính năm 2005 của Viện thống kê quốc gia Ý là 12.634 người.
Các đơn vị dân cư: 
Đô thị Taviano giáp với các đô thị: Casarano, Gallipoli, Matino, Melissano, Racale